# ゴブリン (バンド)
ゴブリン（Goblin）は、イタリア出身のプログレッシブ・ロックバンド。
1970年代に映画音楽で実績を上げ、特にホラー映画『ゾンビ』のサウンドトラック作品が知られている。後年は歴代メンバーそれぞれのゴブリン名義で、別行動する機会が多くなっている。

## 概要
映画音楽でも知られ、1975年公開の『サスペリアPART2』、1977年公開の『サスペリア』など、しばしば映画監督のダリオ・アルジェントとコラボレートしている。サウンドトラック作品のCD再発売は特にドイツと日本でよく行われている。2009年にはヨーロッパで、2013年には北米でコンサートを再開している。2021年現在クラウディオ・シモネッティズ・ゴブリン等複数に分裂している。

## 来歴
初めのうちはチェリー・ファイヴと名乗っていた。彼らの初期の作品はバンド名と同じタイトルの『白鳥の殺意（原題：Cherry Five）』というレコードである。彼らは『サスペリアPART2』の映画音楽を作曲するために呼ばれた。バンド名をゴブリンに変え、ジョルジオ・ガスリーニによって書かれた有名なメイン・テーマを含むオリジナルの譜面の多くを書き直した。1975年、『サスペリアPART2』のサウンドトラック・アルバムは爆発的なヒットを記録する。再びのメンバーチェンジのあと、1977年に『サスペリア』でダリオ・アルジェントと再び仕事を共にする前に、インストゥルメンタル・プログレッシブ・ロック・アルバム『ローラー』を発表する。他の映画のサウンドトラック作品や、コンセプト・アルバム『マークの幻想の旅』に続いて、ジョージ・A・ロメロ監督のホラー映画『ゾンビ』のヨーロッパ公開版の音楽を担当した。『ゾンビ』のオープニング・タイトルでは「ゴブリン・ウィズ・ダリオ・アルジェント」とクレジットされた。ヨーロッパ公開版『ゾンビ』のサウンドトラック・アルバムの1曲目、2曲目、7曲目はアメリカ公開版やディレクターズ・カット版でも使用された。
成功にもかかわらず、メンバーの入れ替わりが激しかったため、バンドは私たちこそゴブリンであるという信頼性を維持するのに苦労した。残されたメンバーはさらにいくつかのサウンドトラックを制作しており、1982年のダリオ・アルジェントの『シャドー』において、4人のバンドメンバーのうち3人による部分的な再結成が行われた（ただしアルバムにはゴブリンという名前は用いられず、3人のバンドメンバーの連名となっている）。ダリオ・アルジェントとの最後のコラボレーションは2001年公開の『スリープレス』である。
2022年6月、創設メンバーのマッシモ・モランテが死去。

## 歴代グループ
- ゴブリン（Goblin） - オリジナルグループ
- チェリー・ファイヴ（Cherry Five） - 前身グループ。後年に、チェリー・ファイヴ創設メンバーのトニー・タルタリーニとカルロ・ボルディーニを中心に再結成
- クラウディオ・シモネッティズ・ゴブリン（Claudio Simonetti's Goblin） - 創設メンバー クラウディオ・シモネッティ主導のグループ
- ゴブリン・リバース（Goblin Rebirth） - 創設メンバー ファビオ・ピニャテッリ主導のグループ
- ニュー・ゴブリン（New Goblin） - 創設メンバーのマッシモ・モランテとクラウディオ・シモネッティに、マウリツィオ・グアリーニらを加えたプロジェクト

## 歴代メンバー
クラシックメンバー
- マッシモ・モランテ（Massimo Morante） - ギター【♰RIP. 2022】
- ファビオ・ピニャテッリ（Fabio Pignatelli） - ベース
- クラウディオ・シモネッティ（Claudio Simonetti） - キーボード
- アゴスティーノ・マランゴロ（Agostino Marangolo） - ドラムス

歴代プレイヤー
- ウォルター・マルティーノ（Walter Martino） - ドラムス
- カルロ・ボルディーニ（Carlo Bordini） - ドラムス
- トニー・タルタリーニ（Tony Tartarini） - ボーカル
- ティッタ・タニ（Titta Tani） - ドラムス
- マウリツィオ・グアリーニ（Maurizio Guarini） - キーボード
- アントニオ・マランゴロ（Antonio Marangolo） - サクソフォーン

ほか

## ディスコグラフィ

### オリジナル・アルバム
- 『ローラー』 - Roller（1976年）
- 『マークの幻想の旅』 - Il Fantastico Viaggio Del "Bagarozzo" Mark（1978年）
- Volo（1982年）
- Back to the Goblin 2005（2006年）
- Four of a Kind（2015年）
- 『ゴブリン・リバース』 - Goblin Rebirth（2015年）※ゴブリン・リバース
- FEARLESS (37513 ZOMBIE AVE.)（2019年）
- THE DEVIL IS BACK（2020年）※クラウディオ・シモネッティズ・ゴブリン

### サウンドトラック・アルバム
- 『サスペリア2 - 赤い深淵』 - Profondo Rosso（1975年）※映画『サスペリアPART2』サントラ
- 『殺意の動機』 - Perche' Si Uccidono（1975年）※イル・レアーレ・インペロ・ブリタンニコ（Il Reale Impero Britannico）名義
- Chi?（1975年）
- 『サスペリア』 - Suspiria（1977年）
- 『ラ・ヴィア・ディラ・ドロンガ』 - La Via Della Droga（1977年）※映画『ザ・ドープ・ウェイ』サントラ
- 『ゾンビ』 - Zombi / Dawn of the Dead（1978年）
- 『パトリック』 - Patrick（1979年）
- 『アモ・ノン・アモ』 - Amo Non Amo（1979年）
- 『アンチギャングスターズ』 - Squadra Antigangsters（1979年）
- 『ブイオ・オメガ』 - Buio Omega（1979年）
- 『コンタミネーション』 - Contamination（1980年）
- 『シャドー』 - Tenebre（1982年）
- 『スパイ・コネクション』 - Notturno（1983年）
- 『デモンズ』 - Dèmoni（1985年）
- 『フェノミナ』 - Phenomena（1985年）
- 『ザ・チャーチ』 - La chiesa（1989年）※映画『デモンズ3』サントラ
- 『沈黙』 - Non ho sonno（2001年）※映画『スリープレス』サントラ
- Gamma（2007年）
- The Murder Collection（2014年）※クラウディオ・シモネッティズ・ゴブリン
- 『サスペリア PART2~赤い深淵~:45周年記念リメイク・ヴァージョン』 - PROFONDO ROSSO: 45 ANNIVERSARY（2020年）※クラウディオ・シモネッティズ・ゴブリン
- Suspiria: 45th Anniversary Edition - Prog Rock Version（2022年）※クラウディオ・シモネッティズ・ゴブリン

### コンピレーション・アルバム
- 『オリジナル・リミックス・コレクションVol.1』 - The Original Remixes Collection - Vol.1（1999年）
- 『ベスト&ライヴ』 - The Fantastic Journey in The Best of Goblin Vol.1（2001年）
- 『惨劇の調書 - ザ・ベスト・オブ・ゴブリン』 - The Best of Goblin（2012年）
- 『鮮血の史記 - ジ・ウルティメイト・コレクション』 - The Ultimate Collection（2015年）

### ライブ・アルバム
- 『ライヴ・イン・ローマ』 - Live in Roma（2012年）※ニュー・ゴブリン名義
- Austinato（2016年）※テキサスでのライブ
- Alive（2016年）※ゴブリン・リバース
- 『ライヴ・イン・ジャパン - ザ・ベスト・オブ・イタリアン・ロック』 - Live in Japan - The Best of Italian Rock（2017年）※クラウディオ・シモネッティズ・ゴブリン